# Macrobrachium purpureamanus
Macrobrachium purpureamanus är en kräftdjursart som beskrevs av Wowor 1999. Macrobrachium purpureamanus ingår i släktet Macrobrachium och familjen Palaemonidae. Inga underarter finns listade i Catalogue of Life.